# Dylan Kennett
Dylan Kennett (ur. 8 grudnia 1994 w Christchurch) – nowozelandzki kolarz torowy i szosowy, trzykrotny medalista torowych mistrzostw świata.

## Kariera
Pierwszy sukces w karierze Dylan Kennett osiągnął w 2011 roku, kiedy zdobył brązowe medale w drużynowym wyścigu na dochodzenie i omnium na mistrzostwach świata juniorów w Moskwie. Rok później w tej samej kategorii wiekowej zdobył cztery medale: brązowy w madisonie oraz srebrne w drużynowym i indywidualnym wyścigu na dochodzenie oraz wyścigu na 1 km. W 2014 roku wziął udział w mistrzostwach świata w Cali, gdzie wspólnie z Aaronem Gate’em, Pieterem Bullingiem i Markiem Ryanem zdobył brązowy w drużynowym wyścigu na dochodzenie. W tej samej konkurencji zdobył też złoty medal na mistrzostwach kraju w 2013 roku. Startuje także w kolarstwie szosowym, jednak bez większych sukcesów.